# Расел (Пенсилванија)
Расел (енгл. Russell) насељено је место без административног статуса у америчкој савезној држави Пенсилванија.

## Демографија
По попису из 2010. године број становника је 1.408.
| Група             | 2000.    | 2010.         |
| Белци             | 0 (0,0%) | 1.359 (96,5%) |
| Афроамериканци    | 0 (0,0%) | 6 (0,4%)      |
| Азијати           | 0 (0,0%) | 12 (0,9%)     |
| Хиспаноамериканци | 0 (0,0%) | 11 (0,8%)     |
| Укупно            | 0        | 1.408         |